# Store Styggedalstind
Store Styggedalstind is een berg in het gebergte Hurrungane wat een deel is van het hooggebergte Jotunheimen in de omgeving van Turtagrø in de provincie Sogn og Fjordane in Noorwegen.
De berg heeft twee toppen:
- de oostelijke top is 2387 meter
- de westelijke top is 2370 meter

De Store Styggedalstind is te beklimmen via Jervvasstind, via de gletsjer Jervvassbreen en vanaf de toppen van de Store Skagastølstind.